# Les Aventures de Chick Bill
Les Aventures de Chick Bill est une série de bande dessinée créée par Tibet. Reprenant les codes et l'univers du western, elle raconte les aventures humoristiques d'un jeune cow-boy, Chick Bill. Tibet est l'auteur à part entière d'une grande partie des épisodes, mais la série a également été scénarisée par André-Paul Duchâteau et Greg et, le temps d'un épisode, par René Goscinny. Les dessins des deux derniers albums sont co-signés par Tibet et Frank Brichau.

## Synopsis
Le jeune cow-boy Chick Bill vit des aventures trépidantes, toujours accompagné de ses amis, le jeune Indien Petit Caniche, le shérif Dog Bull et le shérif adjoint Kid Ordinn. L'action se passe pour l'essentiel en Arizona, où se trouve la ville imaginaire de Wood City dont Dog Bull est le shérif, mais les protagonistes peuvent être amenés à se déplacer dans d'autres régions des États-Unis, voire dans d'autres pays. Les péripéties vécues par les héros sont souvent sérieuses, mais les histoires gardent toujours un ton léger, voire loufoque, avec Dog Bull et surtout Kid Ordinn dans les rôles des personnages comiques. Comme le déclare Tibet, les aventures de Chick Bill ont évolué vers du théâtre classique dans le style de la commedia dell'arte, avec unité de lieu, unité de temps, et inévitable confrontation de cinq personnages (les quatre héros plus le "méchant"). 

## Les personnages
- Chick Bill : jeune cow-boy courageux et altruiste. Excellent tireur, il aurait pris des cours auprès de Lucky Luke.
- Confetti : cheval tacheté, à la robe baie (poils de couleur fauve et crins de couleur noire) avec des taches noires. C'est peut-être un cheval Appaloosa. C'est le cheval de Chick Bill. S'il ne parle pas, il pense et réagit au comportement de son cavalier et prend même des initiatives pour aider son cavalier.
- Petit Caniche : enfant indien blackfoot, ami de Chick Bill, qu'il accompagne constamment. Intrépide et forte tête, il fait preuve à l'occasion d'une force physique surprenante.
- Dog Bull : shérif de Wood City, ami de Chick Bill. Honnête, mais bourru et quelque peu borné, il est régulièrement enragé par les maladresses de son adjoint Kid Ordinn, qu'il a tendance à tyranniser.
- Kid Ordinn : adjoint de Dog Bull, ami de Chick Bill. Benêt, goinfre, maladroit et immature, il fait figure à Wood City moins de policier que d'« idiot du village ». Ses gaffes et ses mésaventures fournissent souvent le moteur de l'action, au point qu'il devient l'antihéros de la série, dont il prend progressivement la vedette aux dépens de Chick Bill lui-même. Outre les histoires longues, il est également le protagoniste à part entière d'histoires comiques courtes, appelées les « Kidordinneries ».
- Black Skelett : méchant dans plusieurs épisodes ; hors-la-loi cruel et vindicatif, particulièrement haineux à l'égard de Kid Ordinn.
- Panthario : hors-la-loi mexicain au visage de félin. Méchant récurrent des trois premiers albums, il disparaît au moment où Tibet abandonne le style animalier.
- Bert : gros barbu tenant le bar de la ville de Wood City. Il est souriant et toujours de bonne humeur.

## Naissance et évolution de la série
Tibet crée ses personnages en 1952 à la demande de Raymond Leblanc, patron des Éditions du Lombard, en vue d'une publication dans le Journal de Tintin. Le dessinateur, qui a débuté au Journal de Mickey, emploie initialement un style comparable à celui des bandes dessinées Disney : tous les personnages ont alors des traits d'animaux, ou au minimum des nez en forme de truffes . Chick Bill est alors un lionceau et Kid Ordinn un cochon, tandis que Dog Bull et Petit Caniche sont respectivement - et comme leurs noms l'indiquent - un bulldog et un caniche. Dans les premières esquisses des personnages, Tibet avait envisagé d'appeler son héros « Mac Aniche », puis « Caniche intrépide », pour finalement donner le nom de Petit Caniche à l'ami du protagoniste. 
Hergé, qui est alors directeur artistique du Journal de Tintin, n'est cependant pas convaincu du potentiel de la série. En effet, le style « western comique animalier » choisi par Tibet lui rappelle trop l'une de ses propres histoires, Popol et Virginie au pays des Lapinos, dont il conserve un mauvais souvenir. Plutôt que dans Tintin, Raymond Leblanc choisit alors de publier Chick Bill dans un autre hebdomadaire pour la jeunesse, Chez Nouz/Junior, et dans la version flamande du même journal, Ons Volkske, où la série commence à paraître en 1953.
Au vu de son succès auprès des lecteurs, la série est finalement accueillie dans les pages du Journal de Tintin, mais son dessin doit alors être sensiblement modifié. Hergé, toujours réticent, souhaite en effet que les séries qui paraissent dans le journal adoptent le style ligne claire. Tibet se conforme à sa demande, et abandonne les traits animaliers de ses personnages.
Le troisième épisode, La Route d'acier, représente une sorte de transition, des personnages « humains » y cohabitant avec des personnages d'animaux anthropomorphes, dont les caractéristiques animales sont nettement plus discrètes que dans les deux précédents albums : Dog Bull y porte pour la première fois ses moustaches, qui masquent ses traits canins. À partir du quatrième album, Kid Ordinn le rebelle, Tibet « humanise » définitivement ses personnages. Après ce changement de style, la série continue de connaître le succès et demeure pendant plusieurs décennies — à l'instar de Ric Hochet, autre série de Tibet — l'une des bandes dessinées vedettes du journal Tintin et des Éditions du Lombard.

## Albums
Cette liste tient compte de la chronologie de parution des albums.
Chick Bill paraît dans plusieurs séries : collection Le Lombard (1 au 9 puis 15 et 16), Les Aventures de Chick Bill, Dog Bull et Kid Ordinn (10 à 14, en bichromie), collection Jeune Europe (17 à 24), collection Chick Bill (25 au 34) et la série actuelle (35 et suivants). Certains albums seront réédités dans la série actuelle à partir de 1973, d'autres dans la collection Bédingue ou chez d'autres éditeurs (P&T Production, par exemple). Le titre de la série change aussi régulièrement : Les Aventures de Chick Bill en Arizona (1 et 2), Les Nouvelles aventures de Chick Bill le cow-boy (3 à 7), Les Aventures de Chick Bill (8, 9, 17, 18, 35 et suivants), Les Aventures de Chick Bill, Dog Bull et Kid Ordinn (10 au 14), Chick Bill le cow-boy (19 au 24), Chick Bill (25 au 34).
- 1 Chick Bill contre "l'invisible", Le Lombard, Collection Le Lombard, Bruxelles, janvier 1954
Scénario et dessin : Tibet
- 2 Les Carottes sont cuites[5], Le Lombard, Collection Le Lombard, Bruxelles, janvier 1954
Scénario et dessin : Tibet
- 3 La Route d'acier, Le Lombard, Collection Le Lombard, Bruxelles, janvier 1955
Scénario et dessin : Tibet
- 4 Kid Ordinn le rebelle, Le Lombard, Collection Le Lombard, Bruxelles, septembre 1955
Scénario et dessin : Tibet
- 5 L'Étrange Mr Casy Moto, Le Lombard, Collection Le Lombard, Bruxelles, janvier 1956
Scénario et dessin : Tibet
- 6 La Tête de pipe, Le Lombard, Collection Le Lombard, Bruxelles, janvier 1957
Scénario et dessin : Tibet
- 7 Ko-Klox-Klan, Le Lombard, Collection Le Lombard, Bruxelles, janvier 1957
Scénario et dessin : Tibet
- 8 La Grotte mystérieuse, Le Lombard, Collection Le Lombard, Bruxelles, janvier 1958
Scénario et dessin : Tibet
- 9 Le Monstre du lac, Le Lombard, Collection Le Lombard, Bruxelles, janvier 1958
Scénario : Tibet - Dessin : Tibet
- 10 Les Deux Visages de Kid Ordinn[6], Le Lombard, Bruxelles, janvier 1959
Scénario et dessin : Tibet
- 11 La Bonne Mine de Dog Bull, Le Lombard, Bruxelles, janvier 1959
Scénario : René Goscinny - Dessin : Tibet
- 12 La Maison du plus fort, Le Lombard, Bruxelles, janvier 1959
Scénario et dessin : Tibet
- 13 La Tête au mur, Le Lombard, Bruxelles, janvier 1959
Scénario : Greg - Dessin : Tibet
- 14 Shérif à vendre, Le Lombard, Collection Junior, Bruxelles, janvier 1960
Scénario : Greg - Dessin : Tibet
- 15 Alerte à Marraccas, Le Lombard, Collection Le Lombard, Bruxelles, janvier 1961
Scénario : Tibet (mais l'édition originale porte la mention : « Scénario de Greg »)  - Dessin : Tibet
- 16 Le Trésor du gros magot, Le Lombard, Collection Le Lombard, Bruxelles, octobre 1962
Scénario : Greg - Dessin : Tibet
- 17 Les Disparus du Mirific, Le Lombard, Collection Jeune Europe, Bruxelles, janvier 1963
Scénario et dessin : Tibet - Couleurs : Martine Brichau
- 18 Le Dernier des Bull, Le Lombard, Collection Jeune Europe, Bruxelles, juillet 1964
Scénario et dessin : Tibet - Couleurs : Martine Brichau
- 19 L'Arme à gauche, Le Lombard, Collection Jeune Europe, Bruxelles, juillet 1964
Scénario et dessin : Tibet - Couleurs : Martine Brichau
- 20 L'Ennemi aux cent visages, Le Lombard, Collection Jeune Europe, Bruxelles, janvier 1965
Scénario et dessin : Tibet - Couleurs : Martine Brichau
- 21 Le Réveil du Patratomac, Le Lombard, Collection Jeune Europe, Bruxelles, janvier 1966
Scénario et dessin : Tibet - Couleurs : Martine Brichau
- 22 Les Millions de Kid Ordinn, Le Lombard, Collection Jeune Europe, Bruxelles, janvier 1966
Scénario et dessin : Tibet - Couleurs : Martine Brichau
- 23 Territoire 22, Le Lombard, Collection Jeune Europe, Bruxelles, janvier 1967
Scénario : Greg - Dessin : Tibet - Couleurs : Martine Brichau
- 24 36 étoiles, Le Lombard, Collection Jeune Europe, Bruxelles, janvier 1967
Scénario et dessin : Tibet - Couleurs : Martine Brichau
- 25 Tempête rose, Le Lombard, Collection Chick Bill, Bruxelles, janvier 1968
Scénario : Greg - Dessin : Tibet
- 26 La Ruée vers l'eau, Le Lombard, Collection Chick Bill, Bruxelles, janvier 1968
Scénario : André-Paul Duchâteau - Dessin : Tibet - Couleurs : Martine Brichau
- 27 L'Épée ou la gachette, Le Lombard, Collection Chick Bill, Bruxelles, janvier 1969
Scénario et dessin : Tibet - Couleurs : Martine Brichau
- 28 Le Signe des Bréchignac, Le Lombard, Collection Chick Bill, Bruxelles, janvier 1969
Scénario et dessin : Tibet - Couleurs : Martine Brichau
- 29 L'Énigmatique Tibet, Le Lombard, Collection Chick Bill, Bruxelles, janvier 1970
Scénario et dessin : Tibet - Couleurs : Martine Brichau
- 30 L'Arme secrète de Kid Ordinn, Le Lombard, Collection Chick Bill, Bruxelles, janvier 1970
Scénario et dessin : Tibet - Couleurs : Martine Brichau
- 31 Le Filon fêlé du filou félon, Le Lombard, Collection Chick Bill, Bruxelles, janvier 1971
Scénario et dessin : Tibet - Couleurs : Martine Brichau
- 32 Le Troc truqué de Dog Bull, Le Lombard, Collection Chick Bill, Bruxelles, juillet 1971
Scénario : André-Paul Duchâteau - Dessin : Tibet
- 33 Le Roi d'Eclosh, Le Lombard, Collection Chick Bill, Bruxelles, janvier 1972
Scénario : André-Paul Duchâteau, Tibet - Dessin : Tibet
- 34 Le Captif d'Eclosh, Le Lombard, Collection Chick Bill, Bruxelles, septembre 1972
Scénario : André-Paul Duchâteau, Tibet - Dessin : Tibet
- 35 La Bande à Kid Ordinn, Le Lombard, Bruxelles, mars 1973
Scénario et dessin : Tibet
- 36 L'Innocent du village, Le Lombard, Bruxelles, août 1973
Scénario et dessin : Tibet - Couleurs : Martine Brichau
- 37 Le Cow-boy de fer, Le Lombard, Bruxelles, janvier 1974
Scénario et dessin : Tibet - Couleurs : Martine Brichau
- 38 Le Dur de dur des durs de durs, Le Lombard, Bruxelles, octobre 1974
Scénario et dessin : Tibet
- 39 L'Étoile d'A. Rainier, Le Lombard, Bruxelles, janvier 1975
Scénario : André-Paul Duchâteau - Dessin : Tibet
- 40 Casanova Kid, Le Lombard, Bruxelles, août 1975
Scénario : André-Paul Duchâteau - Dessin : Tibet
- 41 Ces Merveilleux fous... volant l'argent d'autrui bien que la police veillât, Le Lombard, Bruxelles, mars 1976
Scénario : André-Paul Duchâteau - Dessin : Tibet
- 42 Le Ranch hanté, Le Lombard, Bruxelles, septembre 1976
Scénario : André-Paul Duchâteau - Dessin : Tibet
- 43 Le Chaud Fauve et le faux chauve, Le Lombard, Bruxelles, janvier 1977
Scénario : André-Paul Duchâteau - Dessin : Tibet
- 44 Montana Kid, Le Lombard, Bruxelles, septembre 1977
Scénario : Greg - Dessin : Tibet[7]
- 45 Le Témoin du Rio Grande, Le Lombard, Bruxelles, mars 1978
Scénario et dessin : Tibet
- 46 Panique à K.O. Corall, Le Lombard, Bruxelles, août 1978
Scénario : Greg - Dessin : Tibet
- 47 Le 6ème desperado[8], Le Lombard, Bruxelles, mars 1979
Scénario : Greg - Dessin : Tibet
- 48 La Voyante qui voyait double, Le Lombard, Bruxelles, juillet 1979
Scénario et dessin : Tibet - Couleurs : Martine Brichau
- 49 La Peur bleue, Le Lombard, Bruxelles, janvier 1982
Scénario : Greg - Dessin : Tibet
- 50 Le Dynamiteur, Le Lombard, Bruxelles, août 1982
Scénario : Greg - Dessin : Tibet
- 51 Mort au rat, Le Lombard, Bruxelles, février 1983
Scénario : Greg - Dessin : Tibet
- 52 Les Déserteurs, Le Lombard, Bruxelles, août 1984
Scénario : Greg - Dessin : Tibet
- 53 Le Rapace de Wood City, Le Lombard, Bruxelles, mai 1985
Scénario : André-Paul Duchâteau - Dessin : Tibet
- 54 Trois Coups pour le sénateur, Le Lombard, Bruxelles, juillet 1986
Scénario : Greg - Dessin : Tibet
- 55 Les Diables à quatre, Le Lombard, Bruxelles, juin 1987
Scénario et dessin : Tibet
- 56 Kid-La-Gâchette, Le Lombard, Bruxelles, avril 1988
Scénario : Greg - Dessin : Tibet
- 57 L'Aidant de l'amer, Le Lombard, Bruxelles, janvier 1989
Scénario et dessin : Tibet
- 58 Le Convoi rouge, Le Lombard, Bruxelles, septembre 1990
Scénario et dessin : Tibet
- 59 L'Âne à Lana, Le Lombard, Bruxelles, mars 1995
Scénario et dessin : Tibet
- 60 L'Ami noir, Le Lombard, Bruxelles, mars 1997
Scénario et dessin : Tibet - Couleurs : Frank Brichau
- 61 Le Persan à sornettes, Le Lombard, Bruxelles, mars 1998
Scénario et dessin : Tibet - Couleurs : Martine Brichau
- 62 À la recherche du taon perdu, Le Lombard, Bruxelles, février 1999
Scénario et dessin : Tibet - Couleurs : Martine Brichau
- 63 L'Homme qui a tempêté, Le Lombard, Bruxelles, mai 2000
Scénario et dessin : Tibet - Couleurs : Martine Brichau
- 64 Guère épais -mais gros Q.I.-, Le Lombard, Bruxelles, mars 2001
Scénario et dessin : Tibet - Couleurs : Martine Brichau
- 65 La Fille au père vert, Le Lombard, Bruxelles, août 2002
Scénario et dessin : Tibet - Couleurs : Martine Brichau
- 66 Le Faux mage de Hollande, Le Lombard, Bruxelles, mars 2004
Scénario et dessin : Tibet - Couleurs : Martine Brichau
- 67 Maligne Claire, La Mata Hari jaune, Le Lombard, Bruxelles, mars 2005
Scénario et dessin : Tibet - Couleurs : Martine Brichau
- 68 L'Hideux Zorpheline, Le Lombard, Bruxelles, février 2007
Scénario et dessin : Tibet - Couleurs : Martine Brichau
- 69 Le Secret du géant Flure, Le Lombard, Bruxelles, juillet 2008
Scénario : Tibet - Dessin : Frank Brichau, Tibet - Couleurs : Martine Brichau
- 70 Qui veut gagner des filons?, Le Lombard, Bruxelles, janvier 2010
Scénario : Tibet - Dessin : Frank Brichau, Tibet - Couleurs : Martine Brichau